# 约兰·范德斯洛特
约兰·范德斯洛特（荷蘭語：Joran van der Sloot，荷蘭語發音：[ˈjoːrɑɱ vɑn dər ˈsloːt]；1987年8月6日—），荷兰人，于2010年在秘鲁利馬杀害了斯蒂芬妮·弗洛雷斯·拉米雷斯（Stephany Flores Ramírez），被定罪为谋杀犯。他也是2005年娜塔莉·霍洛威失踪案的主要嫌疑人。